# DaizyStripper
DaizyStripper是來自日本的視覺系搖滾樂團。暱稱為「DAIZY」。

## 樂團簡介
以まゆ為中心人物，於2007年3月組團。在成團階段時原本是まゆ和Rei等人在考慮組團一事，此時夕霧前來觀賞まゆ之前所屬的樂團「Clavier」表演的，まゆ相當喜歡夕霧的歌聲，之後遂而成團。樂團的創作概念是創作能夠確實在人們耳中迴響的音樂。樂團歌曲的特色是主唱夕霧的高音以及搶眼的旋律。
同年6月5日，樂團開始在LIVE HOUSE演唱，並於8月23日發行首張單曲「蒲公英（ダンデライオン）」，隨後發行的單曲也慢慢進入了Oricon獨立音樂排行榜的前三名，並於2008年參加了名為「hide memorial summit」的活動，之後甚至和the Underneath兩團一同到美國舉辦演唱會。樂團並於2011年舉辦在臺灣舉辦首次的海外演唱會。

## 樂團成員
- 主唱：夕霧(ゆうぎり，yūgiri)
  - 5月13日生，A型。
  - 暱稱為ぎりっちょ（giricchyo）、ゆぎ（yugi）。
  - 過去曾參加過的樂團：アルテマ→DaizyStripper（現在）
  - 幾乎所有的詞都是夕霧填作。
  - 非常喜歡樂團成員與歌迷。

- 吉他手：まゆ（mayu）
  - 11月24日生，O型。
  - 樂團的團長，站位為舞台的左側。
  - 和風弥及Rei高中時同校。
  - 暱稱為まゆぽん（mayuppon）。
  - 曾擔任T.M.Revolution的支援樂手。
  - 有一個弟弟。
  - 過去曾參加過的樂團：Clavier → DaizyStripper（現在）

- 吉他手：なお（nao）
  - 1月30日生，O型。
  - 站位為舞台的右側。
  - 曾和まゆ一起擔任T.M.Revolution的支援樂手。
  - 有一個姊姊。
  - 過去曾參加過的樂團：PuNクレア → TRiCK → DaizyStripper（現在）
  - 常常和夕霧一起欺負風弥。
  - 在演唱會上演奏「decade」（收錄於專輯BIRTH）這首歌時，每次都會和夕霧親吻。
  - 於專輯BLESS中收錄的「Purple Candy」一曲是他首次嘗試作詞的曲子。

- 貝斯手：Rei
  - 12月29日生，A型
  - 暱稱為Rei様（Rei sama）
  - 有一個姊姊。
  - 過去曾參加過的樂團：Clavier（使用名字：游） → DaizyStripper（使用名字：Rei）（現在）

- 鼓手：風弥(kazami)
  - 9月15日生，A型。
  - 洗足學園音樂大學中輟
  - 暱稱為かざみん（kazamin）
  - 有一個弟弟。
  - 過去曾擔任貝斯手，並會使用鋼琴作曲，也會在演唱會中表演鋼琴獨奏。
  - 過去曾參加過的樂團：Deone（貝斯手） → Clavier（鼓手） → DaizyStripper（現在）
  - 樂團大部分的歌手都是風弥作曲，也經常創作使用鋼琴、小提琴或是帶有古典樂風格的歌曲。

## 發行作品

### 單曲
1. 蒲公英（ダンデライオン）（2007年8月23日）
  - 於高田馬場AREA演唱會場限定發行販售的版本，且在當日就售完
2. 蒲公英（ダンデライオン）（2008年2月13日）- Oricon獨立音樂排行榜周榜第10名
  - 附有收錄「蒲公英（ダンデライオン）」的音樂錄影帶
  - 第二版於2008年4月16日發行，並拿下Oricon獨立音樂排行榜周榜第1名。
3. CROSS（2008年6月11日）- Oricon獨立音樂排行榜周榜第2名
  - 共計收錄「星空與妳的手（星空と君の手）」「茱麗葉的刀刃（ジュリエットのナイフ）」等4首歌曲。
  - 第二版於2008年12月10日に發行。
4. TRUTH（2008年10月15日）- Oricon排行榜周榜第35名，Oricon獨立音樂排行榜周榜第1名
  - 預約限定贈品為收錄「TRUTH」音樂錄影帶之DVD。
5. Dearest（2009年6月3日）- Oricon排行榜周榜第38名，Oricon獨立音樂排行榜周榜第3名
6. 春めく僕ら（2010年3月3日）- Oricon排行榜周榜第25名，Oricon獨立音樂排行榜周榜第1名
7. KISS YOU（2011年6月15日）- Oricon排行榜周榜第31名，Oricon獨立音樂排行榜周榜第1名
8. 月に銃声（2011年9月7日）- Oricon排行榜周榜第26名，Oricon獨立音樂排行榜周榜第2名
9. 切望のフリージア（2011年11月2日）
  - 日本動畫「遊☆戯☆王ZEXAL」的片尾曲。
10. 東京ホライズン-Day&Day-（2012年12月12日）- Oricon排行榜周榜第21名，Oricon獨立音樂排行榜周榜第2名
11. STARGAZER（2013年5月15日）- Oricon排行榜周榜第19名
12. MISSING（2013年6月12日）- Oricon排行榜周榜第15名
13. 嘘と陽炎（2013年7月17日）- Oricon排行榜周榜第11名
14. HELLO,again（2013年8月14日）- Oricon排行榜周榜第13名，Oricon獨立音樂排行榜周榜第1名
15. Derringer（2013年9月25日）- Oricon排行榜周榜第6名，Oricon獨立音樂排行榜周榜第2名
16. 妄想日記（2013年12月11日）- Oricon排行榜周榜第9名
17. G.Z.S.K.K（2014年5月14日）- Oricon排行榜周榜第11名
18. ARREST（2015年1月21日）- Oricon排行榜周榜第12名
19. アマカラ（2016年9月7日）
20. AGAIN（2017年7月26日）
21. 4GET ME NOT（2018年1月24日）

### 迷你專輯
1. THE BEAUTY（2009年11月4日）- Oricon排行榜周榜第45名，Oricon獨立音樂排行榜周榜第2名
2. HUMALOID(2012年8月1日)
3. HUMALOID台湾限定盘(2012年11月2日)-豐華唱片
4. SIRIUS（2015年5月20日）

### 專輯
1. BIRTH（2010年8月11日） - Oricon獨立音樂排行榜周榜第6名
2. LOVE（2010年8月11日） - Oricon獨立音樂排行榜周榜第7名
3. BLESS（2011年6月29日）- Oricon排行榜周榜第46名
4. SIREN（2011年10月5日）- Oricon排行榜周榜第43名
5. AIR（2012年1月11日）
6. TRAGUS（2014年6月18日）
7. SINGLE COLLECTION（2015年12月23日）
8. COUPLING COLLECTION（2015年12月23日）
9. HOME（2017年1月11日）

### 演唱會錄音專輯
1. BIRTH or LIVE?（2011年1月5日） - Oricon獨立音樂排行榜周榜第2名

### 合輯作品
1. CRUSH! -90's V-Rock best hit cover songs- （2011年1月26日） - 翻唱「With-you」一曲。
2. V.A.-Counteraction -V-Rock covered Visual Anime-- 翻唱「SID-モノクロのキス」一曲。

### DVD
1. CROSSTRIP 2008.0909.LIVE In 高田馬場AREA（2009年9月9日）- Oricon DVD銷售排行榜第16名。
2. SIX BLESS 2011.08.21 in SHIBUYA-AX（2012年3月14日）
3. “DREAMER”2012.06.03 in 渋谷公会堂（2012年12月12日）

### 廣播節目
1. CBCラジオ　｢DaizyStripperうさぎの夜遊び｣　毎週六　24:00～24:30　ON-AIR　https://web.archive.org/web/20120315160634/http://www.hicbc.com/radio/teensnight/daizystripper/index.htm
2. FM NACK5（埼玉79.5MHz）　 ｢Peeping Daizy｣　毎週五　19:15-19:25　ON-AIR　https://web.archive.org/web/20110629010026/http://www.nack5.co.jp/sc/daizy/index.html
3. 聴くスカパー！STAR digio　　｢DaizyStripper×B.P.M.｣　毎週一　23:00～23:30 [重播:隔週一14:00～14:30、17:00～17:30、21:00～21:30]　ON-AIR　https://web.archive.org/web/20110202234717/http://www.stardigio.com/station400/digipop_mon1.html

## Frantic EMIRY
DaizyStripper成員組成的另一個樂團，於2010年3月發行第一張單曲，與DaizyStripper同時進行音樂活動，但此團的服裝和音樂性都是走哥德風格。

### 樂團成員
- 主唱:EMILY（夕霧）
- 吉他手:CHERRY（まゆ）
- 吉他手:IRIA（なお）
- 貝斯手:ICE（Rei）
- 鼓手:ZEUS（風弥）

### 發行作品

#### 單曲
1. World End（2010年3月3日）- Oricon獨立音樂排行榜周榜第5名

## 註腳
1. ↑  .   [2012-02-23]. （原始内容存档于2009-06-06）.
2. ↑  .   [2012-02-23]. （原始内容存档于2008-04-28）.

## 連結
- 官方網站（页面存档备份，存于）
- Frantic EMIRY官方網站